# Toca (giocatore di calcio a 5)
Toca, pseudonimo di Carlos Octávio Coutinho dos Santos (15 maggio 1964), è un ex giocatore di calcio a 5 brasiliano, campione del mondo con la nazionale brasiliana nel 1989.

## Carriera
Toca ha partecipato alla spedizione brasiliana al FIFA Futsal World Championship 1989 dove i verdeoro si sono laureati campioni del Mondo. Si tratta dell'unico mondiale disputato dal pivot.

## Palmarès

### Club
- Campionato spagnolo: 2
Interviú: 1989-90, 1990-91

### Nazionale
- Campionato mondiale: 1
Paesi Bassi 1989